# Giacomo Luvini

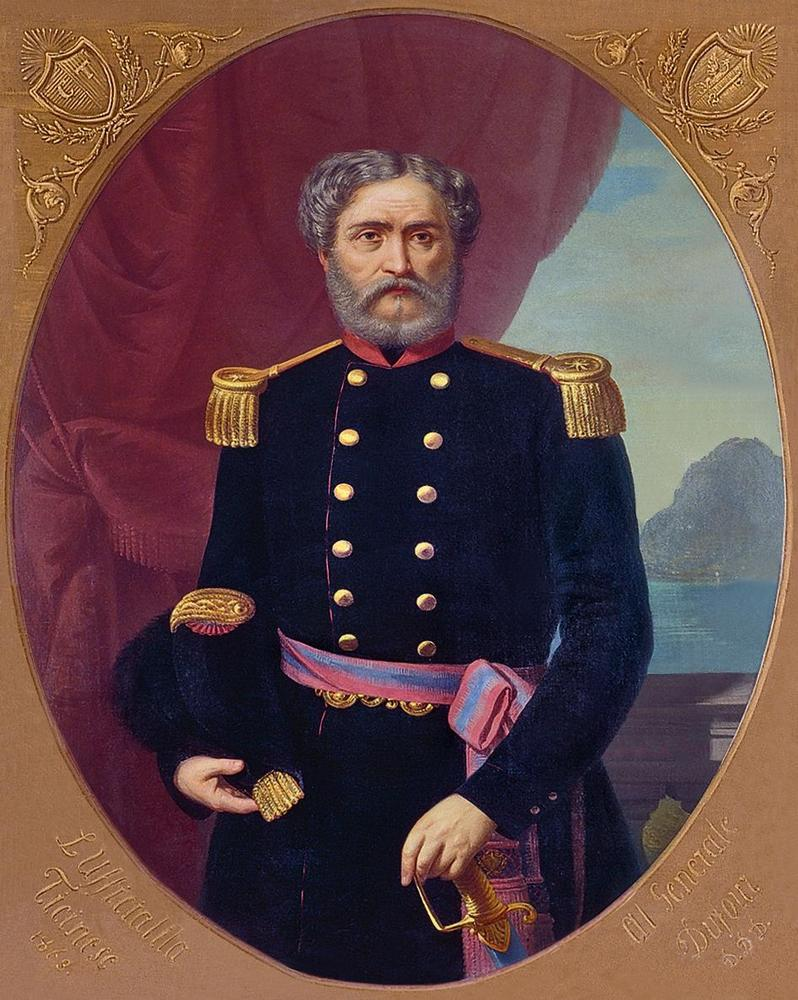
Giacomo Luvini-Perseghini, Porträt von Giacomo Donati aus Astano, 1863 (Museo d’arte della Svizzera italiana, Lugano)

Giacomo Luvini, auch Giacomo Luvini-Perseghini (* 23. Februar 1795 in Lugano; † 24. Mai 1862 ebenda), war ein Schweizer Politiker und Offizier. Über drei Jahrzehnte lang amtierte er als Stadtpräsident von Lugano. Von 1848 bis 1854 sowie von 1855 bis zu seinem Tod gehörte er dem Nationalrat an, dazwischen vorübergehend dem Ständerat.

## Biografie
Der Sohn des Tessiner Staatsrates Ambrogio Luvini und seiner Frau Martina Perseghini. Er absolvierte das Gymnasium in Lugano und das Collegio dei Nobili in Mailand. Anschliessend studierte er Rechtswissenschaften an der Universität Parma. Er promovierte 1817 und war ab 1823 in seiner Heimatstadt als Anwalt und Notar tätig. Luvini gehörte zu den führenden Vertretern der Radikalliberalen, die im Juni 1830 eine Verfassungsreform erzwangen und die Ära der Regeneration einläuteten. Er wurde im selben Jahr zum Stadtpräsidenten von Lugano sowie zum Tessiner Grossrat gewählt. Beide Ämter übte er bis zu seinem Tod aus, den Grossen Rat präsidierte er insgesamt 13 Mal.

Sitzung der Tagsatzung in 1847: Oberst Jakob Luvini-Perseghini im Vordergrund Mitte (Nr. 19)

Luvini war ab 1830 mehrmals Gesandter an die eidgenössische Tagsatzung, ab 1832 hatte er den Rang eines Obersten inne. Die Politik des Kantons Tessin war von einem scharfen Gegensatz zwischen Radikalliberalen und Katholisch-Konservativen geprägt. Im Dezember 1839 rissen die Radikalliberalen in einer Revolution gewaltsam die Macht an sich, mit Luvini an vorderster Front; im Juli 1841 schlug er eine konservative Gegenrevolution nieder. Während des Sonderbundskriegs kommandierte er die 6. eidgenössische Division. Sie erlitt am 17. November 1847 im Gefecht bei Airolo eine Niederlage gegen Truppen aus dem Kanton Uri; der einzige militärische Erfolg des Sonderbunds blieb letztlich jedoch ohne Auswirkungen. Die Eidgenossenschaft ernannte Luvini vier Monate später zum ausserordentlichen Gesandten bei der provisorischen Regierung von Mailand, die sich nach der Märzrevolution auf dem Gebiet des österreichisch beherrschten Königreichs Lombardo-Venetien gebildet hatte.
Im Oktober 1848 kandidierte Luvini erfolgreich bei den ersten Nationalratswahlen. In einer Nationalratsdebatte geriet er mit dem Obersten Rudolf Benz aus dem Kanton Zürich verbal so heftig aneinander, dass sie den Streit danach in einem Duell mit Säbeln ausfochten. Benz wurde dabei leicht an der Hand verletzt.
Nach den Wahlen von 1851 vertrat Luvini den neu gebildeten Wahlkreis Tessin-Süd. Bei den Nationalratswahlen 1854 wurde er beim Wahlsieg der Konservativen abgewählt, worauf die Kantonsregierung ihn umgehend in den Ständerat entsandte. Ausserdem fochten die Radikalliberalen das Wahlergebnis an und waren mit ihrem Rekurs vor Gericht erfolgreich. Die Wahlen wurden im März 1855 wiederholt und Luvini zog wieder in den Nationalrat ein. Von März bis September 1855 war er zusätzlich Mitglied der Kantonsregierung.

## Schriften
- Sulla necessita di eleggere buoni, integerrimi Magistrati, zelanti del pubblico bene, amici delle publiche libertà e nemici del dispotismo: Preghiera dell’avvocato Giacomo Luvini-Perseghini, assente dalla cara sua Patria in Deputazione alla Dieta Federale in Berna, ai rigenerati cittadini del Ticino. Tipografia Ruggia e Compagni, Lugano 1830.
- Die Berichte des Obersten Luvini, ausserordentlichen eidgenössischen Bevollmächtigten in Mailand, aus dem Jahre 1848. Alfred Stern (Hrsg.) Druck und Verlag von K.J. Wyss, Bern 1915.
- Colpo d'occhio al paragrafo 7 del decreto governativo del 18 giugno 1830: dedicato al generoso popolo del Ticino. Editore Ruggia, Lugano 1830.
- Risposta all’opuscolo del sig. Landamano Giovan Battista Quadri deputato diretto del Circolo della Magliasina intitolato Osservazioni dell’autore di un progetto d’indirizzo da farsi dalle comuni ecc. Lugano, 18. maggio 1830 (mit Stefano Franscini).
- Assemblea comunale di Lugano del 23 maggio 1830: [riforma della Costituzione]. Tipografia di Giuseppe Ruggia e Compagni, Lugano 1830 (mit Pietro Peri)
- Bemerkungen einer Minderheit der Kommission, beauftragt mit der Revision des eidgenössischen Militärstrafgesetzbuches. Zürich, 27. Dezember 1834 (mit Jean-Elisée Massé).

## Ehrungen
Nach ihm ist eine Strasse in Lugano benannt, die im Stadtzentrum gelegene Via Giacomo Luvini.